# Allianz Suisse Open Gstaad 2009 - Qualificazioni singolare
Le qualificazioni del singolare  dell'Allianz Suisse Open Gstaad 2009 sono state un torneo di tennis preliminare per accedere alla fase finale della manifestazione. I vincitori dell'ultimo turno sono entrati di diritto nel tabellone principale. In caso di ritiro di uno o più giocatori aventi diritto a questi sono subentrati i lucky loser, ossia i giocatori che hanno perso nell'ultimo turno ma che avevano una classifica più alta rispetto agli altri partecipanti che avevano comunque perso nel turno finale.
Le qualificazioni del torneo Allianz Suisse Open Gstaad  2009 prevedevano 24 partecipanti di cui 4 sono entrati nel tabellone principale.

## Teste di serie
1. Thomaz Bellucci (Qualificato)
2. Michael Lammer (ultimo turno)
3. Robin Vik (secondo turno)
4. Thierry Ascione (Qualificato)

1. Albert Ramos Viñolas (ultimo turno)
2. Federico Delbonis (Qualificato)
3. Alexander Sadecky (secondo turno)
4. Dustin Brown (ultimo turno)

## Qualificati
1. Thomaz Bellucci
2. Federico Delbonis

1. Farruch Dustov
2. Thierry Ascione

## Tabellone

### Legenda
| - Q = Qualificato - WC = Wild card - LL = Lucky loser | - ALT = Alternate - SE = Special Exempt - PR = Protected Ranking | - w/o = Walkover - r = Ritirato - d = Squalificato |

### Sezione 1
|  | Primo turno           | Primo turno           | Primo turno           | Primo turno | Primo turno |  |  | Secondo turno | Secondo turno         | Secondo turno         | Secondo turno | Secondo turno |   |    | Ultimo turno | Ultimo turno    | Ultimo turno    | Ultimo turno | Ultimo turno |  |
|  |                       |                       |                       |             |             |  |  |               |                       |                       |               |               |   |    |              |                 |                 |              |              |  |
|  |                       |                       |                       |             |             |  |  |               |                       |                       |               |               |   |    |              |                 |                 |              |              |  |
|  |                       |                       |                       |             |             |  |  | 1             | Thomaz Bellucci       | Thomaz Bellucci       | 6             | 6             |   |    |              |                 |                 |              |              |  |
|  | Teodor-Dacian Craciun | Teodor-Dacian Craciun | Teodor-Dacian Craciun | 6           | 6           |  |  |               | Teodor-Dacian Craciun | Teodor-Dacian Craciun | 2             | 1             |   |    |              |                 |                 |              |              |  |
|  | Dejan Katic           | Dejan Katic           | Dejan Katic           | 2           | 3           |  |  |               |                       |                       |               |               |   |    | 1            | Thomaz Bellucci | Thomaz Bellucci | 6            | 3            |  |
|  | Julio Peralta         | Julio Peralta         | Julio Peralta         | 6           | 6           |  |  |               |                       | 8                     | Dustin Brown  | Dustin Brown  | 4 | 1r |              |                 |                 |              |              |  |
|  | Sebastián Prieto      | Sebastián Prieto      | Sebastián Prieto      | 3           | 1           |  |  |               | Julio Peralta         | Julio Peralta         | 63            | 1             |   |    |              |                 |                 |              |              |  |
|  |                       |                       |                       |             |             |  |  | 8             | Dustin Brown          | Dustin Brown          | 7             | 6             |   |    |              |                 |                 |              |              |  |
|  |                       |                       |                       |             |             |  |  |               |                       |                       |               |               |   |    |              |                 |                 |              |              |  |

### Sezione 2
|  | Primo turno     | Primo turno     | Primo turno  | Primo turno | Primo turno |  |  | Secondo turno | Secondo turno     | Secondo turno   | Secondo turno     | Secondo turno |   |   | Ultimo turno | Ultimo turno   | Ultimo turno | Ultimo turno | Ultimo turno |  |
|  |                 |                 |              |             |             |  |  |               |                   |                 |                   |               |   |   |              |                |              |              |              |  |
|  |                 |                 |              |             |             |  |  |               |                   |                 |                   |               |   |   |              |                |              |              |              |  |
|  |                 |                 |              |             |             |  |  | 2             | Michael Lammer    | Michael Lammer  | 6                 | 6             |   |   |              |                |              |              |              |  |
|  | Patrick Taubert | Patrick Taubert | 6            | 3           | 7           |  |  |               | Patrick Taubert   | Patrick Taubert | 2                 | 4             |   |   |              |                |              |              |              |  |
|  | Yann Dupuy      | Yann Dupuy      | 4            | 6           | 63          |  |  |               |                   |                 |                   |               |   |   | 2            | Michael Lammer | 6            | 4            | 65           |  |
|  | Roman Valent    | Roman Valent    | Roman Valent | 6           | 6           |  |  |               |                   | 6               | Federico Delbonis | 2             | 6 | 7 |              |                |              |              |              |  |
|  | Philipp Marx    | Philipp Marx    | Philipp Marx | 2           | 1           |  |  |               | Roman Valent      | 1               | 7                 | 65            |   |   |              |                |              |              |              |  |
|  |                 |                 |              |             |             |  |  | 6             | Federico Delbonis | 6               | 65                | 7             |   |   |              |                |              |              |              |  |
|  |                 |                 |              |             |             |  |  |               |                   |                 |                   |               |   |   |              |                |              |              |              |  |

### Sezione 3
|  | Primo turno         | Primo turno         | Primo turno | Primo turno | Primo turno |  |  | Secondo turno | Secondo turno        | Secondo turno        | Secondo turno        | Secondo turno        |   |   | Ultimo turno | Ultimo turno   | Ultimo turno   | Ultimo turno | Ultimo turno |  |
|  |                     |                     |             |             |             |  |  |               |                      |                      |                      |                      |   |   |              |                |                |              |              |  |
|  |                     |                     |             |             |             |  |  |               |                      |                      |                      |                      |   |   |              |                |                |              |              |  |
|  |                     |                     |             |             |             |  |  | 3             | Robin Vik            | 6                    | 3                    | 4                    |   |   |              |                |                |              |              |  |
|  | Farruch Dustov      | Farruch Dustov      | 3           | 6           | 6           |  |  |               | Farruch Dustov       | 0                    | 6                    | 6                    |   |   |              |                |                |              |              |  |
|  | Robin Roshardt      | Robin Roshardt      | 6           | 0           | 1           |  |  |               |                      |                      |                      |                      |   |   |              | Farruch Dustov | Farruch Dustov | 6            | 6            |  |
|  | Olivier Charroin    | Olivier Charroin    | 6           | 5           | 6           |  |  |               |                      | 5                    | Albert Ramos Viñolas | Albert Ramos Viñolas | 4 | 4 |              |                |                |              |              |  |
|  | Pablo Martin-Adalia | Pablo Martin-Adalia | 4           | 7           | 3           |  |  |               | Olivier Charroin     | Olivier Charroin     | 5                    | 3                    |   |   |              |                |                |              |              |  |
|  |                     |                     |             |             |             |  |  | 5             | Albert Ramos Viñolas | Albert Ramos Viñolas | 7                    | 6                    |   |   |              |                |                |              |              |  |
|  |                     |                     |             |             |             |  |  |               |                      |                      |                      |                      |   |   |              |                |                |              |              |  |

### Sezione 4
|  | Primo turno              | Primo turno              | Primo turno              | Primo turno | Primo turno |  |  | Secondo turno | Secondo turno     | Secondo turno     | Secondo turno | Secondo turno |   |   | Ultimo turno | Ultimo turno    | Ultimo turno    | Ultimo turno | Ultimo turno |  |
|  |                          |                          |                          |             |             |  |  |               |                   |                   |               |               |   |   |              |                 |                 |              |              |  |
|  |                          |                          |                          |             |             |  |  |               |                   |                   |               |               |   |   |              |                 |                 |              |              |  |
|  |                          |                          |                          |             |             |  |  | 4             | Thierry Ascione   | Thierry Ascione   | 6             | 6             |   |   |              |                 |                 |              |              |  |
|  | Tomáš Zíb                | Tomáš Zíb                | Tomáš Zíb                | 6           | 6           |  |  |               | Tomáš Zíb         | Tomáš Zíb         | 3             | 4             |   |   |              |                 |                 |              |              |  |
|  | Yann Marti               | Yann Marti               | Yann Marti               | 0           | 3           |  |  |               |                   |                   |               |               |   |   | 4            | Thierry Ascione | Thierry Ascione | 6            | 6            |  |
|  | David Martin             | David Martin             | David Martin             | 6           | 6           |  |  |               |                   |                   | David Martin  | David Martin  | 3 | 3 |              |                 |                 |              |              |  |
|  | Israel Sevilla-Maruhenda | Israel Sevilla-Maruhenda | Israel Sevilla-Maruhenda | 1           | 0           |  |  |               | David Martin      | David Martin      | 6             | 6             |   |   |              |                 |                 |              |              |  |
|  |                          |                          |                          |             |             |  |  | 7             | Alexander Sadecky | Alexander Sadecky | 2             | 1             |   |   |              |                 |                 |              |              |  |
|  |                          |                          |                          |             |             |  |  |               |                   |                   |               |               |   |   |              |                 |                 |              |              |  |